# 鎧龍鰧
鎧龍鰧是條鰭魚綱鱸形目龍鰧科龍鰧屬一個種。為大西洋東部的魚類，見於非洲西岸熱帶海域。

## 命名
本魚由彼得·布萊克爾於1861年命名。
其種小名在拉丁語意為「武装」。

## 分布
本魚分布於大西洋東部沿岸，從西非的茅利塔尼亞到西南非的安哥拉，為熱帶海魚。沿岸國家為安哥拉、貝寧、佛得角、喀麥隆、剛果共和國、剛果民主共和國、象牙海岸、赤道幾內亞、加彭、岡比亞、迦納、幾內亞、幾內亞比索、賴比瑞亞、茅利塔尼亞、納米比亞（卡普里維地帶）、塞內加爾、獅子山及多哥。
本魚為底棲海魚，棲息的深度在15到100公尺之間。

## 形態
本魚為小型海魚，體長可達35公分，一般為20公分左右。本魚毒性不致命，但可以給傷口帶來劇痛。

## 生態
本魚棲息在淺水，深度不超過50公尺，會藏在土中偽裝以等待獵物，食用小魚、甲殼類及環節動物。

## 經濟利用
本魚可食用，有低度的經濟利用。

## 風險管理
本魚有毒刺，需小心處理，受傷要送醫治療。

## 保護現狀
本魚是加蓬及剛果常見的底棲魚種，是當地傳統捕魚技術的混獲魚種，當地並無任何物種保護計劃，國際自然保護聯盟於2014年評估本魚為無危物種，目前註明「需要更新」。